# Granica gruzińsko-turecka
Granica gruzińsko-turecka – granica międzypaństwowa dzieląca terytoria Gruzji i Turcji o długości 252 kilometrów.
Początek granicy - na wybrzeżu Morza Czarnego pomiędzy gruzińską miejscowością Sarpˈi i na północ od tureckiej Sarp. Następnie granica biegnie w kierunku wschodnim, przecina po drodze rzekę Çoruch, w dalszym biegu górami Szawszeckimi (Shavshetˈis K ˈedi), przecina  rzekę Kura i jezioro tba.Kartsˈakhi i dochodzi do styku granic Gruzji, Turcji i Armenii.
Granica powstała w 1991 roku po proklamowaniu niepodległości przez Gruzję. Obecny przebieg granicy pokrywa się z granicą ustaloną w marcu 1921 roku pomiędzy Turcją i Rosyjską SFRR.
W latach 1918-1921 istniała granica turecko-gruzińska pokrywająca się z granicą rosyjsko-turecką z 1878 roku.